# Chaohu
Chaohu is een stadsprefectuur in de oostelijke provincie Anhui, Volksrepubliek China. Chaohu grenst in het noordwesten aan Hefei, in het westen aan Lu'an, in het zuidoosten aan Anqing, in het zuiden aan Tongling, in het zuidoosten aan Wuhu en in het oosten aan Ma'anshan en de provincie Jiangsu. De stad ligt aan het Chaomeer.